# 钠化合物
鈉化合物是含钠（Na）元素的化合物，其中大部分以鹽的形式存在。鈉鹽大部分都能溶於水，於焰色反應中呈金黃色。

## 钠的二元化合物
钠可以和所有非金属元素化合，形成二元化合物。如在氧气中燃烧，生成过氧化钠；和氢气加热反应，得到氢化钠；和硫研磨时爆炸，产生硫化钠。但工业上，除了个别反应外，一般都会以钠化合物为原料，如碘化钠可由碳酸氢钠和氢碘酸反应或碳酸氢钠和碘在水中反应，再经还原制得；硫化钠则由硫酸钠和碳的高温还原反应得到。

## 钠的多元化合物

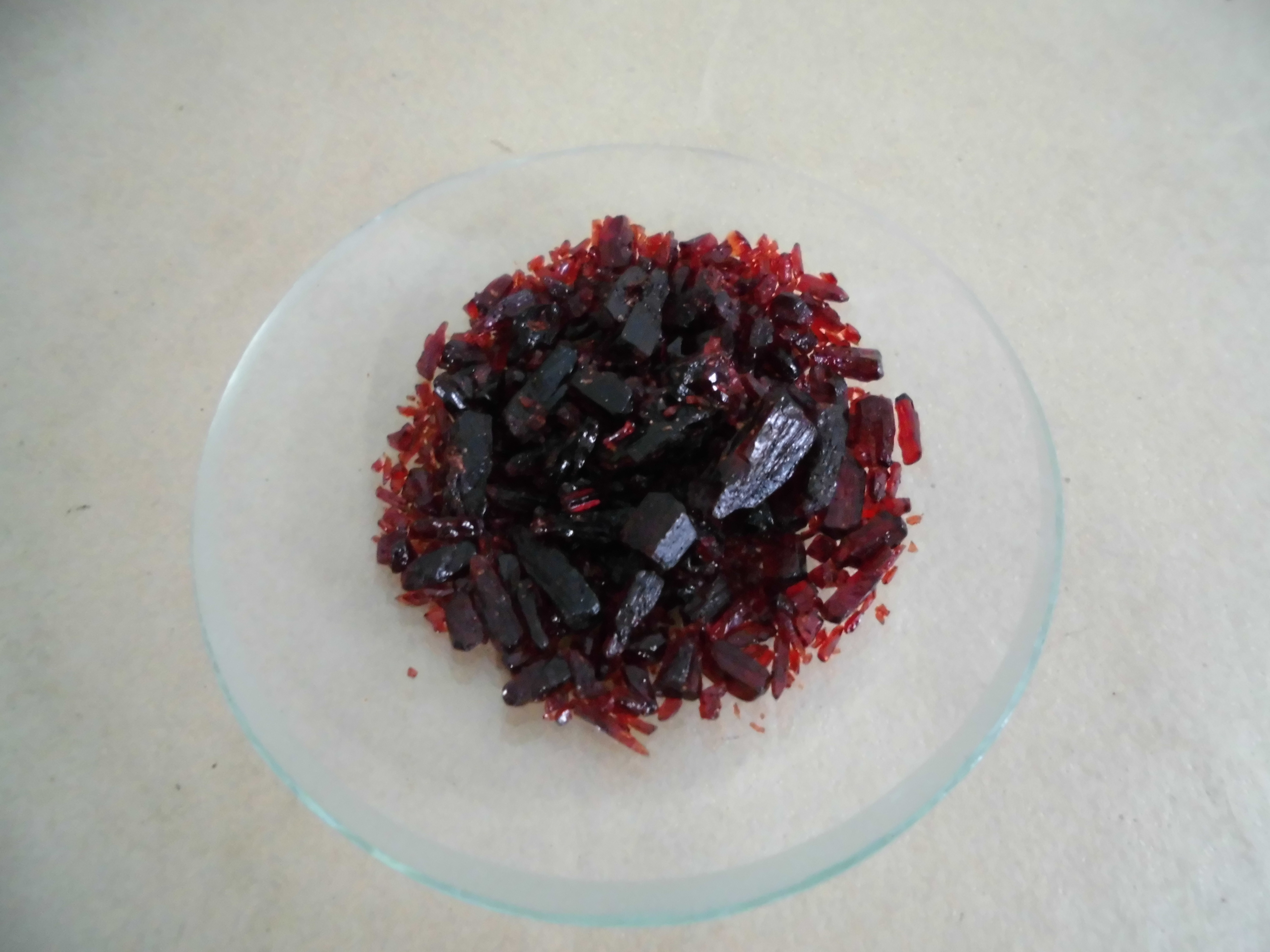
亚硝基铁氰酸钠二水合物晶体，其颜色来自于阴离子。

钠的多元化合物以含氧酸盐为主，它们一般可溶于水，晶体颜色受阴离子影响，如红色的亚硝基铁氰酸钠、黄色的铬酸钠和橙色的重铬酸钠。这类化合物通常可以酸碱中和反应来制备：
NaOH + HMOx → NaMOx + H2O

## 有机钠化合物
有机钠化合物是含C-Na键的化合物，但因为C-Na键具有很大的极性，它们具有一定的离子性。一些常见的有机钠化合物有环戊二烯基钠、萘钠等。